# 浦彩恵子
浦 彩恵子（うら さえこ、1989年4月1日 - ）は、日本の女性歌手、女優。鹿児島県生まれ、千葉県育ち。以前の所属事務所はスペースクラフト、フリーランスの期間を経て、現在はキューブ。以前は宇浦冴香、Cherie（チェリー）の芸名で活動していた。身長172cm。血液型はO型。

## 概要
6歳の頃に鹿児島県から千葉県へ転居。高校と大学在学時は関西で過ごした。2006年に宇浦冴香として歌手デビュー。2007年にはB'zの稲葉浩志を楽曲プロデュースに迎え、シングル「Sha la la -アヤカシNIGHT-」がヒットとなった。ビーイング所属アーティストとしては初めて、MySpaceを介してプロモーション活動を行った。2011年のユニバーサルミュージック移籍を機にCherieに改名。2012年より再び宇浦冴香に改名。現在は本名の浦 彩恵子およびURANの名で活動している。

## 略歴
- 16歳の時、近藤房之助のライブDVDを鑑賞したことをきっかけに歌手を志すようになる。
- 2006年
  - 4月、hills パン工場『THURSDAY LIVE』（現『SATURDAY LIVE』）へ不定期で出演するようになる。
  - 9月20日、三枝夕夏 IN dbがアルバム『U-ka saegusa IN db III』を発表。収録曲「Honey」において、歌手デビュー前ながらコーラスを担当する。
  - 12月27日、シングル「Tears 〜涙は見せたくない〜」でGIZA studioよりデビュー。
- 2007年
  - 3月14日、シングル「Sha la la -アヤカシNIGHT-」を発表。デビュー前よりテレビアニメ『結界師』のオープニングテーマに起用され、オリコンチャートで最高位13位を記録。
  - 9月19日、初のアルバム『Juke Vox』を発表。
- 2008年
  - 4月、立命館大学進学。
  - 12月13日、関西最大級のミスコンテスト「プリンセス関西2008」にゲスト出演。テーマソングとして「現在進行形」を提供。
- 2009年
  - 3月4日、ミニアルバム『DICE』を発表。
  - 3月22日、ファッションイベント「福岡アジアコレクション」にゲスト出演。
- 2010年
  - 1月12日、自身の公式サイトにて、2009年度をもってのGIZA studioとの契約終了と、関東へ活動拠点を移すことを発表した。
- 2011年
  - 2月1日、ユニバーサルミュージックに移籍し、Cherieと名前を変え新しくスタートを切る。5月にシングル「恋のフシギ」をリリースすることを発表。
  - musicpoolのサイトにおいて「Cherie×宇浦冴香」というタイトルの対談を行い、大学を中退していること、GIZA studioとの契約終了が突然のものであったことを明かした。
- 2012年
  - 8月30日、所属事務所主催の音楽イベント「MUSIC ENERGY 2012」で宇浦冴香名義で出演した後に、自身の公式サイトにて、4月にユニバーサルミュージックとの契約が終了していたことと、今後は再び宇浦冴香として活動していくことを発表した。
- 2016年
  - 6月30日付で、「本人のプライベートな事情」により所属事務所を退社。それにより公式サイトやTwitterアカウントなどがすべて削除される。
- 2017年
  - 7月21日、浦 彩恵子（URAN）名義のTwitterとInstagramのアカウントを開設。今後はフリーランスとして活動していくことを発表。また、休業中に結婚していたことを明かした。
- 2021年
  - 4月1日、昨夏出演した舞台『赤鬼』が縁で、2020年末より株式会社キューブに役者として所属したことを自身の公式サイトで発表。音楽活動については役者業に差し支えない範囲で、今まで通り個人で続けていくとしている。

## ディスコグラフィ

### 宇浦冴香名義

#### CDシングル
- Tears 〜涙は見せたくない〜（2006年12月27日）
- Sha la la -アヤカシNIGHT-（2007年3月14日）
- マイミライ（2007年6月20日）
- 休憩時間10分（2007年8月8日）

#### 配信限定シングル
- 現在進行形（着うた：2008年11月13日、着うたフル：2008年11月28日）
- Ending Song（2008年12月19日）
- ここじゃない場所で（2009年1月16日）

#### フルアルバム
- Juke Vox（2007年9月19日）

#### ミニアルバム
- DICE（2009年3月4日）

#### 参加作品
いずれもコーラス参加。
- 三枝夕夏 IN db「Honey」（2006年）『U-ka saegusa IN db IV 〜クリスタルな季節に魅せられて〜』（2009年）
- ZARD「愛を信じていたい (2007 version)」（2007年）
- Naifu「恋心 輝きながら」（2009年）

#### 楽曲収録
- 『結界師 オリジナル・サウンドトラック』（2007年4月18日）
  - 「Sha la la -アヤカシNIGHT- TV edit」収録
- 『GIZA studio 10th Anniversary Masterpiece BLEND 〜FUN Side〜』（2008年12月24日）
  - 「Sha la la -アヤカシNIGHT-」収録
- 『GIZA studio presents -Girls-』（2010年10月12日）
  - 「Sha la la -アヤカシNIGHT-」収録

### Cherie名義

#### CDシングル
- 恋のフシギ（2011年5月25日）
- TRIP（2011年7月27日）

#### フルアルバム
- JACK（2011年10月26日）

### URAN名義

#### 配信シングル
- but（2019年4月15日）
- 穢土（2020年4月29日）

## 出演

### 映画
- RUN60（2011年6月25日から1週間限定公開、ユニバーサルJ） - 特別出演
- 東京バタフライ（2020年9月11日、スターダストピクチャーズ）
- シモキタブレイザー（2024年2月16日、アルバトロス・フィルム）[2]

### テレビドラマ
- マイファミリー 第4話・第9話（2022年5月1日・6月5日、TBS）
- ワタシってサバサバしてるから （2023年1月9日 - 2月9日、NHK総合） - 安西絵梨花 役

### 舞台
- 十鬼の絆 〜関ヶ原奇譚〜 恋舞（2013年12月13日～22日、映劇） - 八瀬千羽 役
- 母の桜が散った夜（2018年4月4日〜8日、ストレイドッグ）- 森山光代 役
- 女の子ものがたり（2018年8月1日〜5日、ストレイドッグ）- Aチーム 菜都美 役
- 路地裏の優しい猫（2018年8月25日〜26日 HEP HALL（大阪）/ 8月29日〜9月2日、シアターグリーン BIG TREE THEATER（東京）、ストレイドッグ）- Aチーム アッシ 役
- NODA・MAP第23回公演『Q』：A Night At The Kabuki（2019年10月8日〜10月15日、11月9日〜12月11日、東京芸術劇場プレイハウス / 10月19日〜10月27日、大阪新歌舞伎座 / 10月31日〜11月4日、北九州芸術劇場大ホール、作・演出：野田秀樹、音楽：Queen）- アンサンブル
- 赤鬼（2020年7月30日〜8月3日、東京芸術劇場シアターイースト、作・演出：野田秀樹）- Bチーム あの女（ヒロイン）役
- NODA・MAP第24回公演『フェイクスピア』（2021年5月24日〜7月11日、東京芸術劇場プレイハウス / 7月15日〜7月25日、大阪新歌舞伎座、作・演出：野田秀樹）- アンサンブル